# Василиса Микулишна
Василиса Микулишна — поленица (богатырша), старшая дочь былинного богатыря Микулы Селяниновича, сестра Настасьи Микулишны,. жена Ставра Годиновича.
Фигурирует в былинах «Про прекрасную Василису Микулишну» и «Ставр Годинович» (две версии одного сюжета).

## Сюжет былины
Василиса Микулишна обладает качествами недюжинного богатыря, умом, смелостью и скромностью. Она запрещает мужу хвастаться её достоинствами. Но Ставр Годинович не слушает жену — на пиру у князя Владимира в Киеве хвастается, попадает за хвастовство в погреб.
Владимир приказывает привести его жену к себе во дворец. Узнав о несчастье, она переодевается татарским послом (сыном «короля ляховецкого» — в другой версии) и представляется Василием. Однако Забава Путятична сразу поняла, что это переодетая женщина. Владимир пытается испытать гостя, чтобы узнать — мужчина это или женщина. Василиса вводит его в заблуждение, требует себе в жёны Забаву Путятичну, а на свадебном пиру этот татарский посол говорит, что, дескать, «плохи песенники гусляры», и требует привести Ставра. Ставра забирает с собой, уезжает и затем открывается мужу, после чего Василиса и Ставр уезжают к себе в Чернигов (в Литву — в другой версии). На чём и кончается былина.
В былине заметна противопоставленность этой поленицы Киеву. Хотя она чрезвычайно сильна, она не применяет свою сверхъестественную силу, в чём похожа на отца. Сила, состоящая в обладании, но не в применении могущества.

## В мультфильмах
- Василиса Микулишна (1975; СССР) режиссёр Роман Давыдов, Василису озвучивает Анна Каменкова.